# Pleurocryptella crassandra
Pleurocryptella crassandra är en kräftdjursart som beskrevs av M. Bourdon1976. Pleurocryptella crassandra ingår i släktet Pleurocryptella och familjen Bopyridae. Inga underarter finns listade i Catalogue of Life.